# Vladimir Ashkenazy
Vladimir Ashkenazy (rusky: Владимир Давидович Ашкенази, Vladimir Davidovič Aškenazi; * 6. července 1937 Gorkij, dnes Nižnij Novgorod) je ruský dirigent a klavírní virtuos s islandským a švýcarským občanstvím.
V letech 1996 až 2003 působil jako šéfdirigent České filharmonie, nyní působí jako šéfdirigent Sydneyského symfonického orchestru.